# Trigonura ruficaudis
Trigonura ruficaudis är en stekelart som först beskrevs av Cameron 1913.  Trigonura ruficaudis ingår i släktet Trigonura och familjen bredlårsteklar. Inga underarter finns listade i Catalogue of Life.